# Henri Rosellen
Henri Rosellen (París, 3 d'octubre de 1811 - 18 de març de 1876) fou un pianista i compositor francès.
Estudià al Conservatori de París amb Pradher. És conegut principalment per les seves composicions per a piano de les que en publicà unes 250, escrites amb gust i elegància: una de les seves Réveries, en trèmolo, es feu popular arreu d'Europa.
A més va compondre: un trio per a piano, violí i violoncel,i publicà, a més, les obres didàctiques: Méthode de piano i Manuel des pianistes.